# Juan Alfredo Arzube
Juan Alfredo Arzube Jaramillo, auch Juan A. Arzube, (* 1. Juni 1918 in Guayaquil, Ecuador; † 25. Dezember 2007 in Los Angeles) war ein US-amerikanischer Geistlicher und römisch-katholischer Weihbischof in Los Angeles.

## Leben
Juan Alfredo Arzube studierte in England und machte 1941 seinen Abschluss als Bauingenieur am Rensselaer Polytechnic Institute in Troy, New York. Nach verschiedenen Tätigkeiten trat er in das St. John’s Priesterseminar ein und studierte Katholische Theologie und Philosophie. Am 5. Mai 1954 empfing Arzube die Priesterweihe in Los Angeles und war in der Seelsorge tätig.
1971 wurde er von Papst Paul VI. zum Titularbischof von Civitate und zum Weihbischof in Los Angeles ernannt. Die Bischofsweihe am 25. März 1971 spendeten ihm der Erzbischof von Los Angeles Timothy Kardinal Manning sowie der Erzbischof von San Francisco, Joseph Thomas McGucken, und der Bischof von Sacramento, Alden John Bell.
Bischof Arzube war die treibende Kraft bei der Schaffung einer lokalen Präsenz in East Los Angeles. 1973 wurde er zum Apostolischen Vikar für die Spanisch sprechende Bevölkerung ernannt. 1986 war er der erste Weihbischof in der neu strukturierten pastoralen Region „San Gabriel“.
Seinem Rücktrittsgesuch wurde 1993 durch Johannes Paul II. stattgegeben. Er war weiterhin als Ruhestandsgeistlicher in West Covina (1993–1996), in Altadena (1993–2002) und im Nazareth House, West Los Angeles (2002–2007) tätig.
Im Jahr 2003 wurde behauptet, dass Weihbischof Arzube etwa 1975 bis 1976 einen 11-jährigen Jungen während seiner Tätigkeit in der katholischen Kirche St. Alphonsus in East Los Angeles sexuell missbraucht haben soll. Arzube wies die Vorwürfe zurück. Im Jahr 2007 legte das Erzbistum Los Angeles im Rahmen eines umfassenden Vergleichs mit Überlebenden von sexuellem Kindesmissbrauch eine Zivilklage gegen Arzube bei.